# Sudong
Sudong-ku là một huyện ở tỉnh Hamgyong Nam, Bắc Triều Tiên. Huyện này được lập từ khu vực tách ra của huyện Kowon tháng 12 năm 1990.
Sudong là nơi có mỏ than phát hiện lần đầu vào năm 1918. Tuyến đường sắt Pyongra chạy qua huyện.